# ایساک کیسه تلین
ایساک کیِسه تلین (فرانسوی: Isaac Kiese Thelin‎؛ زادهٔ ۲۴ ژوئن ۱۹۹۲) بازیکن فوتبال اهل سوئد است.
از باشگاه‌هایی که در آن بازی کرده‌است می‌توان به نورشوپینگ، مالمو، بوردو، اندرلشت، بایر لورکوزن و مالمو اشاره کرد.
وی همچنین در تیم ملی فوتبال سوئد بازی کرده‌است.